# أوتشانوميزو جوشي دايجاكو
أوشانوميزو (أوتشانوميزو جوشي دايجاكو) هي جامعة للنساء في بونكيو، طوكيو، اليابان. تعد جامعة أوشانوميزو واحدة من أفضل الجامعات الوطنية في اليابان. أوشانوميزو هو اسم حي طوكيو حيث تأسست الجامعة.

## التاريخ
ترجع أصول الجامعة إلى عام 1875 ، عندما تأسست مدرسة طوكيو النسائية العادية في حي أوتشانوميزو في طوكيو (الآن يوشيما، بونكيو-كو), وخضعت بعد ذلك لسلسلة من التغييرات في الاسم: «حرم مدرسة طوكيو للطالبات»، و «الحرم الجامعي للمدرسة العليا العادية»، و «المدرسة النسائية العليا العادية»، و«مدرسة طوكيو العليا للمرأة العادية».
تم تدمير الحرم الجامعي الأصلي في زلزال كانتو العظيم. في 31 أغسطس 1932، تم إنشاء حرم جامعي جديد في موقعه الحالي في حي أوتسوكا في بونكيو، بطوكيو ، حيث تم تشييد المباني المدرسية عام 1936.
تأسست جامعة Ochanomizu في عام 1949  وأصبحت شركة وطنية للجامعة بموجب قانون مؤسسة الجامعات الوطنية اليابانية في عام 2004, بدأت كلياتها في مدارس الدراسات العليا بالاقتصاد المنزلي (برنامج الماجستير) والعلوم الإنسانية والعلوم (برنامج الدكتوراه) على التوالي في عامي 1963 و 1976، وتمت إعادة تنظيمهما في كلية الدراسات العليا للعلوم الإنسانية والعلوم ابتداءً من عام 1997 مع دورات الماجستير في العلوم الإنسانية، العلوم والاقتصاد، منذ عام 2007، تم تعيين كلية الدراسات العليا لقيادة وتعزيز التعليم والبحث عندما أعادوا تنظيم كلية الدراسات العليا للعلوم الإنسانية والعلوم إلى معهد الابتكار في الحياة البشرية ومعهد التعليم والتنمية البشرية.

## المؤسسات التابعة
ترتبط المؤسسات والجامعات والمعاهد التالية بجامعة أوتشانوميزو، وتقع في الحرم الجامعي:
- حضانة
- مدرسة ابتدائية
- الإعدادية
- المدرسة الثانوية

تقع جميع الكيانات المذكورة أعلاه في حرم الجامعة
Ochanomizu University OU هي واحدة من حوالي 22 جامعة نسائية في اليابان. تتمثل مهمة OU المحددة في "إثارة القيادات النسائية القادرات على الاستجابة للاحتياجات المختلفة للوقت والمجتمع، ومن يمكنهم التأثير على المسرح العالمي". تأسّست OU منذ 141 عامًا، وتقدم تعليمًا قائمًا على الفنون الليبرالية. لا يتمثل أحد أهدافهم طويلة المدى في تعليم المزيد من اللغات الأجنبية فحسب، بل أيضًا لإنشاء شهادات تُدرس باللغة الإنجليزية. وقد قام مؤخراً اثنان من موظفيها، هما Eriko Mori ، من قسم الشؤون الدولية، والسيدة Satoko Arai ، من قسم التخطيط والاستراتيجية، بزيارة جامعة Taylor مؤخراً كجزء من زيارة قياسية لجامعات مختلفة في ماليزيا. رحلتهم إلى ماليزيا أيضاً زاروا جامعة مالايا (UM) وجامعة ماليزيا للتكنولوجيا (UTM). وأعرب البروفيسور بيري هوبسون، نائب رئيس الجامعة للمشاركة العالمية، عن سعادته باستضافة OU وتنظيمها للالتقاء مع إدارات الجودة (QAD) والموارد البشرية (HR). وقد غطى محور زيارتهم ثلاثة مجالات - التفاعل والتعاون مع الجامعات اليابانية، والتقييمات الخارجية للبرامج التي تقدمها جامعة تايلور، وكذلك أنشطة تطوير الموظفين لدينا. وقد تمكنت السيدة Look Boon Thian من قسم QAD لدينا من مشاركة طرقنا في قياس الأداء، والتعامل مع هيئات الاعتماد والرقابة من قبل MQA. شاركت السيدة أنجلينا وونغ من قسم الموارد البشرية في سياساتنا المتعلقة بالتوظيف وبرامج تطوير الموظفين لدينا. كان من المثير للاهتمام أن نسمع عن المقاربات المختلفة جداً التي تأخذها المنظمات اليابانية في ضوء مفهومها "عمالة الحياة". بعد ذلك، شاركها الأستاذ بيري هوبسون مع الخطة والإطار العالمي الإستراتيجي لمنظمة TU. وكما أوضحت شركة Eriko Mori ، "لقد وقعنا في OU اتفاقيات تبادل مع 71 جامعة في 25 دولة، ونحن نتطلع إلى خلق بيئة تعزز الدراسة والبحث عبر الحدود. وتهدف OU إلى جعل الشابات يطورن فهمًا عميقًا متبادلاً مع أقران من ثقافات متنوعة لديهم قيم ووجهات نظر مختلفة، ويستفيدون من بعضهم البعض أثناء متابعة نموهم الخاص "، مضيفًا أن" الجامعة بأكملها ملتزمة بتعزيز الدراسة في الخارج، نحن الآن بصدد توسيع خبراتنا في الخارج وفرص التدريب لدينا ”. كما أطلعهم البروفيسور بيري هوبسون معهم على التعاون الحالي مع شركاء التبادل 12 في اليابان، ومع الروابط البحثية التي أنشأناها في الهندسة مع جامعة شيزوكا. وعلق قائلاً "إن هذه الزيارات المرجعية مفيدة دائمًا لأنها تسمح لنا بمشاركة المناهج المختلفة ومناقشتها في عالم سريع التغير". استضافت جامعة تايلور في السابق جامعات يابانية أخرى لإجراء زيارات قياسية، مثل جامعة ريوكوكو، وكذلك جامعات أخرى من دول آسيوية أخرى بما في ذلك جامعة بينوس من إندونيسيا و Lyceum of the Philippines University (LPU) - (Global Matters 2017)